# Bão Nargis
Bão Nargis (tên do JTWC đặt: 01B, cũng gọi là Xoáy thuận nhiệt đới Nargis) là một xoáy thuận nhiệt đới mạnh đổ bộ vào Myanmar vào ngày 2 tháng 5 năm 2008, và là cơn bão chết người nhất trong lịch sử Myanmar. Cơn bão gây ra lở đất vào ngày 2 tháng 5 năm 2008, gây sự tàn phá thảm khốc làm chết 90.000 người và hơn 56.000 người mất tích. Tuy vậy, riêng thị trấn Labutta đã báo cáo 80.000 người chết, với hơn 10.000 chết ở Bogale. Số người chết được chính quyền Myanmar công bố chính thức đã được giảm đi rất nhiều so với thực tế vì họ muốn tránh các phản ứng chính trị. Người ta sợ rằng và cũng rất có thể là vì thiếu sự cứu trợ, khoảng một triệu người đã hoặc sẽ chết vì thảm họa này. Thiệt hại ước tính khoảng 10 tỷ Đô la Mỹ (USD).
Đây là cơn bão gây thiệt hại về nhân mạng lớn nhất ở Myanmar, cũng như là cơn bão có tên gây chết chóc đứng thứ hai sau bão Nina. Tính cả những cơn bão không được đặt tên, Nargis là cơn bão gây chết chóc thứ sáu trong lịch sử thế giới. Nargis là cơn bão nhiệt đới đầu tiên gây hại cho quốc gia này kể từ bão Mala (cơn bão này mạnh hơn nhưng gây thiệt hại không lớn) đổ bộ vào trong 2006.
Tuy những thiệt hại do cơn bão gây ra là khủng khiếp, những nỗ lực cứu trợ ban đầu đã bị cản trở bởi sự từ chối của hội đồng quân sự Miến Điện. Tổng thống George W. Bush đã nói rằng cả thế giới đang tức giận sẽ lên án chính phủ Myanmar vì cái cách họ khắc phục hậu quả của cơn bão lịch sử. Đảng cầm quyền ở Myanmar sau đó vài ngày đã chấp nhận hàng cứu trợ sau khi họ chấp nhận đề nghị của Ấn Độ. Một điều nữa cản trở các nỗ lực cứu trợ là chỉ sau cơn bão mười ngày, một trận động đất gần trung tâm Trung Quốc đại lục, được biết tới như là Động đất Tứ Xuyên năm 2008 với độ lớn 7.9 độ richter đã cướp đi mạng sống của gần 70.000 người, và gây thiệt hại 86  tỉ Đô la Mỹ, một trong ba thảm họa tự nhiên kinh khủng nhất trong lịch sử loài người. Thêm nữa, nhiều hàng cứu trợ có vẻ như đã không đến được tay người bị nạn khi mà chúng được tìm thấy trong các chợ đen tại Myanmar, bất chấp các cảnh cáo trước đó của chính quyền.

## Đường đi của bão
Là cơn bão đầu tiên được đặt tên của mùa bão Bắc Ấn Độ Dương năm 2008, Nargis đã xuất hiện vào ngày 27 tháng 4 ở trung bộ của vịnh Bengal. Ban đầu, nó di chuyển chậm theo hướng tây bắc và gặp điều kiện thuận lợi nên đã mạnh lên. Không khí khô đã làm yếu cơn bào này vào ngày 29 tháng 4, dù sau khi bắt đầu di chuyển theo hướng đông thì Nargis nhanh chóng mạnh lên và đạt cường độ gió mạnh nhất với tốc độ ít nhất 165 km/h vào ngày 2 tháng 5; Trung tâm cảnh báo bão chung của Không lực và Hải quân Hoa Ky ̀đã đánh giá rằng tốc độ gió cao nhất là 215 km/h. Cơn bão này đã đổ bộ vào bờ tại Vùng Ayeyarwady của Myanmar với cường độ gần cao nhất và sau khi đi qua Yangon, cơn bão này suy yếu dần cho đến khi bị suy yếu gần biên giới giữa Myanmar và Thái Lan.

## Ảnh hưởng

### Vịnh Tây Bengal

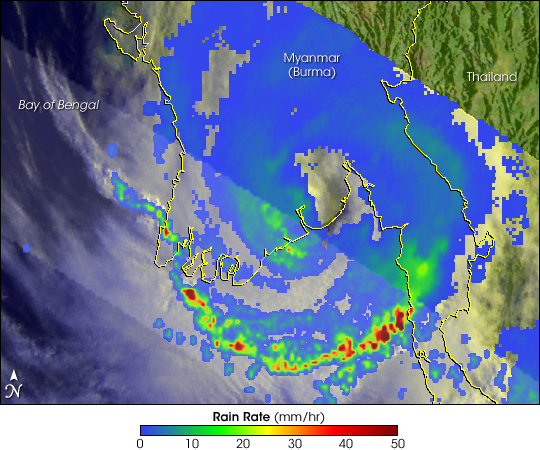
Lượng mưa do bão Nargis, đo đạc bởi TRMM

Ở Sri Lanka, cơn bão gây ra mưa lớn, dẫn tới lũ lụt và lở đất trên mười quận của quốc gia này. các quận Ratnapura và Kegalle bị ảnh hưởng nặng nề nhất với hơn 3.000 gia đình mất nhà cửa. Hàng nghìn ngôi nhà chìm trong lũ lụt và 21 ngôi nhà đã bị tàn phá. Trận mưa lớn khiến 4.500 người mất nhà cửa và hơn 35.000 người bị ảnh hưởng trên hòn đảo. Thông tin cho biết ba người trên đảo đã bị thương và hai người đã chết
Trung tâm Khí tượng Thủy văn Ấn Độ đã khuyến cáo các ngư dân tránh đường đi của bão Nargis. Sóng to và gió lớn đã được dự báo dọc bờ biển Tamil Nadu và Andhra Pradesh của Ấn Độ. Thêm vào đó, ảnh hưởng của cơn bão đã giúp hạ thấp nhiệt độ dọc bờ biển Ấn Độ, nơi đang hứng chịu đợt nóng khủng khiếp.
Khi cơn bão được báo là sẽ đổ bộ gần Bangladesh, các viên chức đã yêu cầu nông dân nhanh chóng thu hoạch lúa. Vào thời điểm đó, quốc gia này đang hứng chịu nạn đói khủng khiếp gây ra bởi cơn bão Sidr vào năm ngoái cũng như các trận lũ trước đó, và sự đổ bộ trực tiếp của Nargis có thể hủy hoại hoa màu do sức bão, khiến tình trạng đói kém trầm trọng hơn.

### Myanmar

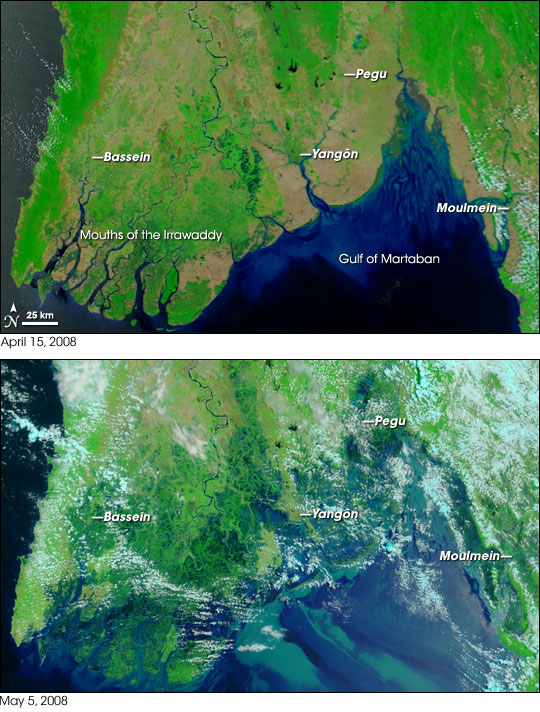
Trước (trên) và sau (dưới) cơn bão.

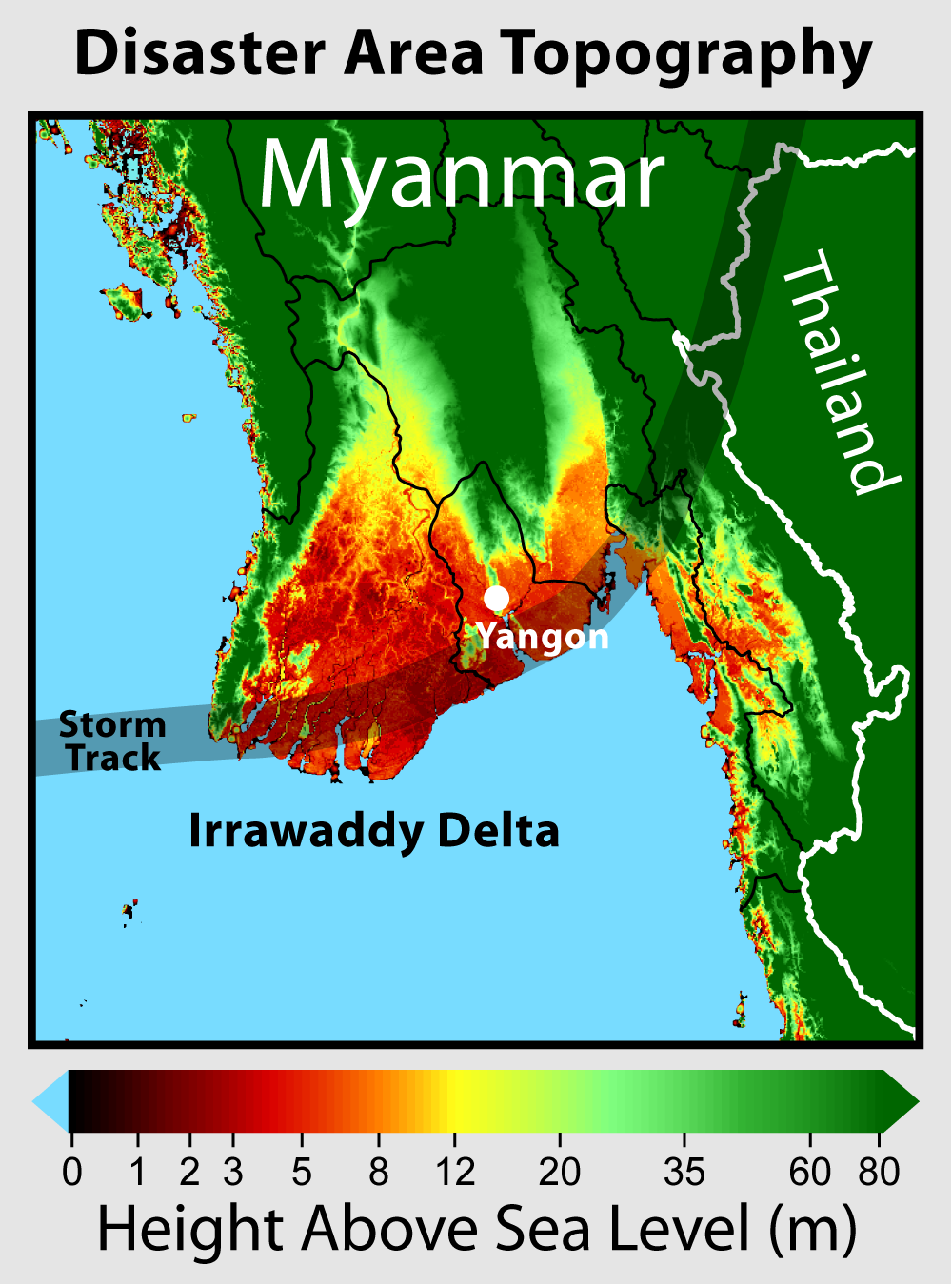
Bản đồ bình độ của khu vực Miến Điện bị ảnh hưởng bởi bão Nargis. Châu thổ Irrawaddy nằm thấp hơn là khu vực bị ảnh hưởng nặng nhất.

Liên Hợp Quốc ước tính trong báo cáo rằng 1,5 triệu người đã bị ảnh hưởng nặng nề bởi cơn bão này. Số người đang mất tích ước tính khoảng 27.838, với 43.318 được xác nhận là đã chết. Một ước tính mới đây của chính phủ Myanmar đã đưa con số người chết lên 70.000, trong khi một vài tổ chức phi chính phớc tính tổng số người chết cuối cùng sẽ trên 100.000. Các nhân viên cứu trợ quốc tế kết luận thêm răng 2 tới 3 triệu người mất nhà cửa, tình trạng tồi tệ nhất trong lịch sử Miến Điện, ngang với trận sóng thần tại Ấn Độ Dương năm 2004. Andrew Kirkwood, giám đốc quốc gia của Tổ chức Cứu lấy Trẻ em Liên hiệp Vương quốc Anh và Bắc Ai len, phát biểu rằng: " Chúng tôi cho rằng có 50.000 người chết và hàng triệu mất nhà cửa, Tôi sẽ miêu tả nó là chưa từng có trong lịch sử Miến Điện and on an order of magnitude with the effect of the tsunami on individual countries. Sẽ có nhiều người chết hơn cả trong cơn sóng thần tại Srilanka." Là một tất yếu, chính phủ Myanmar đã tuyên bố năm khu vực trong vùng thảm họa, bao gồm: ba Divisions Yangon, Ayeyarwady và Bago, hai bang Mon và Kayin. Hàng nghìn ngôi nhà đã bị phá hủy; trong thị trấn Labutta, trong Ayeyarwady Division, tuyền hình quốc gia cho biết 75% các công trình xây dựng đã sập và 20% bị tốc mái. Một bản báo cáo cho biết 95% các công trình tại Châu thổ Irrawaddy đã bị phá hủy. Người ta tin rằng đây là cơn bão nhiệt chết người nhất kể từ cơn bão tại Bangladesh năm 1991, cơn bão đã giết trên 138.000 người. Tối thiểu 10.000 người được cho là đã chết trong ở thị trấn châu thổ Bogale. Khoảng hai triệu người được cho là sẽ trở thành vô gia cư sau đó.
Một nhà ngoại giao tại thành phố Rangoon đã trả lời Reuters và miêu tả cho họ khung cảnh. Ông ta nói răng khu vực xung quanh trông như vùng chiến sự vì sự tàn phá của cơn bão. Các dòng mưa lũ đã gây ra lở đất cũng như lũ, hủy hoạt hoa màu. Một viên chức Liên hợp Quốc cũng đã nhận xét về tình hình vào thời điểm diễn ra cơn bão. "Tình hình xấu. Gần như tất cả các ngôi nhà đã bị nghiền nát. Mọi người đang trong tình cảnh rất tồi tệ", ông ta nói. Một viên chức Liên hợp Quốc khác cũng đã nói: "Châu thổ Irrawaddy bị tàn phá nặng nề không chỉ vì gió và mưa mà còn bởi sức tàn phá của gió bão." Nhật báo điện tín của Anh cho biết giá gạo tại Miến Điện có thể sẽ bị ảnh hưởng do thảm họa này.
Woradet Wirawekhin (th: วรเดช วีระเวคิน), Phó giám đốc Cục thông tin, Bộ Ngoại giao Thái Lan, phát biểu vào ngày 7 tháng 8 năm 2008 - có nhắc tới một bản báo cáo đệ trình bởi Bansan Bunnak (th: บรรสาน บุนนาค), Đại sứ Thái ở Yangon - rằng tình hình của thành phố đã xuống cấp và phần lớn các cơ sở kinh doanh và chợ đã đóng cửa. Ông cũng thông báo rằng người dân địa phương cũng sẽ đối mặt với khó khăn ngày càng tăng trong việc sinh tồn; giá gạo địa phương đã tăng hai hoặc ba lần.

## Sự kiện tiếp theo

### Cứu trợ quốc tế
Danh sách các chính phủ đã viện trợ cho Myanmar:
| Nước              | Đóng góp (tính ra tiền) |
| ----------------- | --- |
| ASEAN             | Một đội đánh giá và 30 nhân viên y tế mỗi nước. |
| Úc                | 25 triệu AUD (23,5 triệu USD) |
| Bangladesh        | 20 tấn lương thực, thuốc men |
| Bỉ                | 250.000 EUR (387.000 USD) |
| Brunei            | Hàng cứu trợ |
| Campuchia         | 50.000 USD |
| Canada            | 2 triệu USD hỗ trợ khẩn cấp, 500.000 USD trong số đó cho Chữ Thập Đỏ; sẽ cố thêm nhiều hỗ trợ khác                                                               |
| Trung Quốc        | 10 triệu USD dưới dạng viện trợ (bao gồm 60 tấn hàng) |
| Cộng hòa Séc      | 154.000 USD |
| Đan Mạch          | 103.600 USD |
| Liên minh châu Âu | 3.0 triệu USD |
| Phần Lan          | 300.000 EUR (464.000 USD) |
| Vlaanderen        | 100.000 EUR (155.000 USD) |
| Pháp              | 775.000 USD |
| Đức               | 3 triệu USD |
| Hy Lạp            | 200.000 USD, thuốc men và hàng cứu trợ nhân đạo |
| Hungary           | 300.000 USD, thuốc men, lương thực và hàng nhân đạo. |
| Ấn Độ             | Hơn 178 tấn hàng cứu trợ; lều bạt, lương thực và thuốc men. Một đội 50 nhân viên y tế đã được gửi đến Châu thổ Irrawaddy.                                        |
| Indonesia         | 1 triệu USD tiền mặt cùng với thức ăn và thuốc men |
| Ireland           | 25 triệu USD |
| Israel            | 100.000 USD, hỗ trợ thuốc men và y tế bởi các tổ chức tư nhân |
| Nhật Bản          | 28 triệu JPY dưới dạng lều bạt và máy phát điện (267.000 USD); 10 triệu USD qua Chương trình Lương thực Thế giới của Liên Hợp Quốc & 570.000 USD hỗ trợ được hứa |
| Lào               | Lương thực trị giá 20.000 USD |
| Litva             | Chính phủ Litva đóng góp 200.000 Lt(90.000 USD) cho Chữ Thập Đỏ.                                                                                                 |
| Malaysia          | 4.100.000 USD |
| Macedonia         | 500.000 USD |
| Hà Lan            | 1.000.000 EUR (1.550.000 USD) |
| New Zealand       | 1,5 triệu NZD (1,15 triệu USD) |
| Na Uy             | Lên tới 1,96 triệu USD |
| Pakistan          | Hàng cứ trợ và thiết lập một bệnh viện lưu đọng trong khu vực bị ảnh hưởng với sự cho phép của chính phủ Myanmar.                                                |
| Philippines       | Nhân viên y tế và 500.000 USD và hàng hóa cứu trợ (bằng tiền mặt)                                                                                                |
| Nga               | 80 tấn lương thực, máy phát điện, thuốc men, lều bạt, chăn màn                                                                                                   |
| San Marino        | 30.000 EUR |
| Serbia            | Hàng cứu trợ |
| Singapore         | 200.000 USD |
| Tây Ban Nha       | 775.000 USD đóng góp cho Chương trình Lương thực Thế giới. |
| Thụy Điển         | Hỗ trợ vận tải và xử lý nước |
| Thụy Sĩ           | 475.000 USD (ban đầu) |
| Taiwan (R.O.C.)   | 200.000 USD |
| Thái Lan          | 100.000 USD, hỗ trợ thực phẩm và thuốc men (bước đầu) |
| Thổ Nhĩ Kỳ        | 1.000.000 USD |
| Anh Quốc          | 5 triệu GBP (9.9 triệu USD) |
| Hoa Kỳ            | 3,25 triệu USD, 6 máy bay C-130 Hercules, hạm đội tàu sân bay USS Essex                                                                                          |
| Việt Nam          | 200.000 USD |

## Tranh cãi

### Sự cản trở viện trợ của chính phủ quân sự

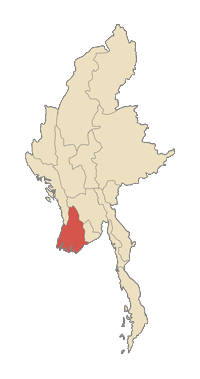
Khu vực bị ảnh hưởng nặng nề nhất của Myanmar, Ayeyarwady

Chính phủ quân sự Myanmar nói quốc gia này chưa sẵn sàng để chấp nhận các nhân viên cứu trợ nước ngoài, giữa những chỉ trích đang dâng cao vì phản ứng chậm chạp của họ trước cơn bão khủng khiếp. Phát ngôn viên khu vực Châu Á của Chương trình Lương thực Thế giới Paul Risley nói rằng sự chậm trễ đó là "không có tiền lệ trong lịch sử hoạt động cứu trợ nhân đạo". Chính phủ Myanmar thậm chí còn tập trung hết sức lực của họ để truy đuổi các phóng viên đưa tin về cơ bão.
Báo Thairath của Thái Lan cho biết nhiều người Miến Điện đang rất khó chịu với chính phủ quân sự, vì họ đã không được cảnh báo đầy đủ về cơn bão đang đến. Thêm nữa, họ tin rằng sự bất ổn gây ra bởi cơn bão và các trận lụt liên quan đã được làm trầm trọng thêm bởi sự phản ứng thiếu hợp tác của chính phủ quân sự. Ví dụ, không có phương án xử lý tại chỗ thích hợp cho số lượng xác chết đang tăng dần sau cơn bão nên thây người đang bị bỏ mặc nằm la liệt trên đường phố, tình hình càng lúc càng tồi tệ, điều đó đang biến những suy đoán của quốc tế về sự xuất hiện và lan rộng của dịch bệnh sẽ trầm trọng. Bên cạnh đó, Cộng đồng Quốc tế Hỗ trợ Tù nhân Chính trị, đóng tại Bangkok, đã báo cáo về tình trạng vi phạm nhân quyền trong thời gian diễn ra thảm họa, cáo buộc các nhân viên thi hành án của chính phủ đã bắn vào các tù nhân của nhà tù Insein ở Yangon khi họ đang cố thoát khỏi tình trạng hỗn loạn. Có tin đưa 36 tù nhân đã bị giết và 70 người khác bị thương. Chính phủ Myanmar phủ nhận cả hai bản báo cáo.
Vào ngày 9 tháng 5 năm 2008, hội đồng tướng lĩnh Myanmar chính thức chấp nhận viện trợ quốc tế bao gồm tiền, lương thực, thuốc men và các nhu yếu phẩm khác nhưng vẫn từ chối cho phép các lực lượng nhân đạo tiến hành cứu trợ trực tiếp. Samak Sundaravej, Thủ tướng Thái Lan, thông cáo rằng, theo lời đề nghị của Eric G. John, Đại sứ Mỹ tại Thái Lan, ông sẽ viếng thăm Myanmar vào ngày 11 tháng 5 để thuyết phục hội đồng quân sự Myanmar mở cửa biên giới. Quinton Qquayae, Đại sứ Anh tại Thái Lan, sau đó nhận định rằng ông sẽ tháp tùng Thủ tướng Thái trong một nỗ lực thuyết phục chính phủ Myanmar. Hội đồng quân sự đã ngay lập tức trả lời vào buổi chiều hôm đó (theo giờ Bangkok) rằng họ không hề chào đón bất cứ ai tại ời điểm này. Chuyến thăm vì thế đã bị hủy bỏ; tuy nhiên Samak nói rằng ông sẽ viết thư thuyết phục phía Myanmar ngay lập tức.
Sự chậm trễ đã bắt đầu gây ra sự phản đối trong cộng đồng quốc tế. Cũng trong ngày 9 tháng 5 tại Bangkok, Richard Horsey, phái viên của Liên Hợp Quốc, đã phát đi lời cảnh báo Myanmar hãy dừng ngay sự từ chối các nỗ lực cứu trợ trên quy mô lớn của cộng đồng quốc tế khi mà một cơn bão khác, tàn khốc như cơn bão Nargis, cũng đang hướng tới quốc gia này. Cơn bão mới sẽ làm tình hình tồi tệ hơn. Tổng thư ký Liên Hợp Quốc Ban Ki-moon đã hối thúc hội đồng quân sự chấp nhận viện trợ mà "không cản trở". Lời góp ý của Ban được đưa ra sau khi Chương trình Lương thực Thế giới khôi phục viện trợ lương thực sau khi hai chiếc tàu trở bánh quy dinh dưỡng cao của họ bị tịch thu bởi quân đội Myanmar. Hạ viện Canada lên án sự phản ứng của chính quyền Myanmar trong một nghị quyết được thông qua ngày 9 tháng 5 năm 2008.
Vào ngày 16 tháng 5 năm 2008, Đại sứ Myanmar tại Liên Hợp Quốc đã buộc tội Pháp phái tàu chiến tới bờ biển Myanmar. Đại sứ Pháp lại Liên Hợp Quốc đã phủ nhận cáo buộc con tàu đó là tàu chiến và cho rằng việc chính phủ Myanmar từ chuối hàng cứu trợ "có thể dẫn tới một tội ác chống lại loài người thực sự". Pháp giải thích con tàu đó đang mang 1.500 tấn hàng cứu trợ. Thủ tướng Anh Gordon Brown đã buộc tội chính quyền quân sự vì đã để thảm họa tự nhiên trở thành một "thảm kịch nhân tạo" bởi những hành động sai lầm của họ. Ông cũng chỉ trích những hành động vô nhân đạo của Hội đồng quân sự Myanmar.
Ngày 19 tháng 5, Myanmar đã cho hàng cứu trợ từ các nước ASEAN vào. Quyết định được đưa ra sau hội nghị thượng đỉnh khẩn cấp của ASEAN. Hàng cứu trợ bắt đầu đến Miến Điện vào ngày 21 tháng 5. Ban Ki-moon cũng đã tới quốc gia này vào ngày hôm đó để "thúc đẩy các nỗ lực cứu trợ". Cùng ngày hôm đó, Ban thông báo rằng Myanmar sẽ sớm cho phép các nhân viên cứu trợ nhập cảnh không kể quốc tịch, dù cho tàu thuyền và máy bay trực thăng vẫn chưa được phép. Lời tuyên bố được đưa ra sau khi Ban có cuộc gặp hơn hai giờ với Tướng Than Shwe.
Vào ngày 23 tháng 5, các cuộc đàm phán giữa Ban Ki-Moon và Than Shwe đã kết thúc với sự cho phép các nhân viên cứu trợ quốc tế vào Myanmar. Chính phủ Myanmar vẫn phản đối sự hiện diện của các đơn vị vũ trang nước ngoài trên lãnh thổ của họ.

### Trưng cầu ý dân
Dù gặp phải sự phản đối của các đảng đối lập cũng như các quốc gia khác sau thảm họa tự nhiên, hội đồng quân sự vẫn tiến hành cuộc trưng cầu dân ý đã được lên lịch vào ngày 10 tháng 5 năm 2008. Việc bỏ phiếu dù sao sẽ được hoãn cho tới ngày 24 tháng 5 cho Yangon và các vùng bị ảnh hưởng nặng khác.
Vào ngày 8 tháng 5 năm 2008, khoảng 30 người biểu tình đã tụ tập trước Đại sứ quan Myanmar ở Manila, Philippines, yêu cầu hội đồng quân sự hoãn bỏ phiếu và ngay lập tức chấp nhận viện trợ quốc tế. Những người biểu tình ở Philippines đưa ra lời kêu gọi: "đây không phải lúc cho chính trị, đây là lúc để cứu người.". Chính phủ Hoa Kỳ đã yêu cầu Liên Hợp Quốc không ủng hộ cuộc trưng cầu. Aung San Suu Kyi, lãnh đạo phe đối lập Myanmar, cũng đã phát biểu rằng tiếng hành bỏ phiếu trong thời điểm thảm họa này là hành động không thể chấp nhận được. Khoảng 500 nhà hoạt động Myanmar đã biểu tình trong ngày 10 tháng 5 bên ngoài Đại sứ quán của họ ở Kuala Lumpur, Malaysia, yêu cầu chế độ quân sự Myanmar hoãn cuộc trưng cầu hiến pháp cho dù cuộc trưng cầu đã bắt đầu bất chấp cơn bão tàn khốc.
Một cuộc thăm dò ý kiến được tiến hành tại Myanmar vào ngày 9 tháng 5 năm 2008 bởi Mizzima, một người đưa tin Miến Điện, 64% những người được hỏi vẫn sẽ định bỏ phiếu trong cuộc trưng cầu ý kiến. Tuy nhiên, 71% không hề biết bản Hiến pháp thế nào và 52% vẫn chưa quyết định xem họ sẽ ủng hộ hay phản đối nó.

### Phân phát hàng cứu trợ
Tin tức của hãng tin AP đưa rằng hàng cứu trợ quốc tế được gửi cho nạn nhân của cơn bão đã bị sửa đổi để chúng giống như là của chính phủ quân sự, và một hãng tin nhà nước Myanmar liên tục phát những hình ảnh Tướng Than Shwe đang trình diễn hình ảnh ông phát hàng cứu trợ.
Sau hơn một tuần kể từ thảm họa, chỉ một phần mười số người vô gia cư, bị thương hoặc có nguy cơ mắc bệnh nhận được trợ giúp.

### Phản ứng của các nhà hoạt động xã hội với việc ngăn chặn hàng cứu trợ
Một trang trên Facebook với tên gọi Hỗ trợ các Nỗ lực Cứu trợ Thảm họa Bão tại Miến Điện (Support the Relief Efforts for Burma (Myanmar) Cyclone Disaster Victims) với hơn 10.000 thành viên đã dùng các thành viên của nó để tổ chức Ngày Toàn cầu Hành động vì Myanmar vào ngày 17 tháng 5 năm 2008. Với sự giúp đỡ của Mạng lưới Hành Động Toàn Cầu vì Myanmar, Chiến dịch Myanmar Liên hiệp Vương quốc Anh và Bắc Ailen, Những người bạn Canada của Myanmar, và Chiến dịch Hoa Kỳ cho Myanmar, Info Birmanie, và một số lượng lớn các đối tác địa phương, Ngày Toàn cầu Hành động vì Miến Điện đã phát đi lời kêu gọi một cuộc can thiệp nhân đạo từ nhiều thành phố trên toàn thế giới.